# 1-二十二烷醇
1-二十二烷醇（Docosanol）是一种饱和一元脂肪醇，是化妆品传统的润肤剂、乳化剂、增稠剂。近年来，美国食品药品监督管理局（FDA）批准了其作为抗病毒药物的使用，商品名为Abreva，用于治疗单纯疱疹病毒引起的冷疮。